# De broodkruimels op de tafel
De broodkruimels op tafel of De kruimels van de tafel is een sprookje dat werd verzameld door de gebroeders Grimm voor Kinder- und Hausmärchen en kreeg het volgnummer KHM190. De oorspronkelijke naam is Die Brosamen auf dem Tisch.

## Het verhaal
De haan wil met zijn hennetje de kruimels van tafel pikken omdat de vrouw weg is. De hennetjes willen niet, omdat de vrouw altijd op hen loopt te mopperen. Maar de haan laat ze niet met rust en ze springen op tafel. Dan komt de vrouw thuis en pakt een stok en jaagt ze weg. De hennetjes zeggen "och, och, och, och, zie je nou wel" en de haan zegt dan dat hij dit natuurlijk wel wist.

## Achtergronden
- Het sprookje komt uit Argau in Zwitserland en was in dialect opgetekend.
- De geluiden van dieren hebben betekenis, net als in Het winterkoninkje (KHM171).
- Avonturen van een groep dieren worden ook beschreven in Van het muisje, het vogeltje en de braadworst (KHM23), De Bremer straatmuzikanten (KHM27), Meneer Korbes (KHM41) en De dood van het hennetje (KHM80).